# کریستی لاو را خبر کن!
کریستی لاو را خبر کن! (انگلیسی: Get Christie Love!) یک تله‌فیلم دنباله‌دار آمریکایی به کارگردانی ویلیام ای. گراهام است.
داستان این مجموعه دربارهٔ یک بانوی کارآگاه است که قصد دارد یک باند قاچاق مواد مخدر را به دام اندازد.
این مجموعه تلویزیونی، در سال ۱۳۵۵ خورشیدی، با دوبلهٔ فارسی از تلویزیون ملی ایران پخش شد.